# IF Mölndal Hockey
IF Mölndal Hockey är en ishockeyklubb från Mölndal utanför Göteborg bildad 1970. Säsongen 2019/2020 spelar laget i Hockeytvåan Södra A.

## Historia
Ishockey har spelats i Göteborgområdet sedan 26 februari 1938 då Uddens IF mötte IF Fellows i en match på Krokslättsvallen. IF Fellows vann med 3–0.
Under 1940- och 1950-talen var ishockeyn i Mölndal större än i Göteborg, bl.a. beroende på att det fanns två arenor Kikås – hemmaarena för Sågdalens SK – och Krokslättsvallen som var hemmaarena för IF Fellows. Göteborg hade då endast Gamla Ullevi, som inte var speciellt välskött i förhållande till Mölndalsbanorna. Förutom dessa klubbar bildades en tredje klubb vid namn IK Rapid som mest kom att satsa på ungdomsishockey. De tre Mölndalsklubbarna slogs 1970 samman under det nya namnet FSR Mölndal där FSR var begynnelsebokstäverna i de tre gamla klubbarnas namn. Redan året därpå bytte man namn  till Mölndals IF och ytterligare några år senare delades föreningen då bandyn gick samman med Fässbergs IF. 
I väntan på en egen ishall spelade man säsongen 1974/1975 sina matcher i Scandinavium och säsongen därpå i Frölundaborgs isstadion. Den egna hallen, Åby Isstadion, stod färdig 1976. Till 1983 hade A-laget kvalificerat sig för Division I. Säsongen 1987/1988 blev föreningen historisk då man som första svenska hockeyklubb värvade en rysk spelare, Vladimir Lavrentjev. Efter säsongen 1990/1991 drog sig klubbens huvudsponsor ur och en sanering av ekonomin blev nödvändig. 1991 ändrades namnet till Mölndal Hockey.

## Säsonger i högre divisioner
Året efter sammanlagningen till FSR Mölndal avancerade man till Division II – som vid denna tid verkligen var andradivisionen i seriesystemet – där man höll sig kvar till serieomläggningen 1975.
| Säsong      | Division             | Placering   | Upp-/nerflyttning |             |
| Mölndals IF | Mölndals IF          | Mölndals IF | Mölndals IF       | Mölndals IF |
| ----------- | -------------------- | ----------- | ----------------- | ----------- |
| 1971/1972   | Division II Västra B | 4           |                   |             |
| 1972/1973   | Division II Västra B | 4           |                   |             |
| 1973/1974   | Division II Västra B | 7           |                   |             |
| 1974/1975   | Division II Västra B | 8           | nerflyttade       |             |

Efter serieomläggningen 1975 spelade laget i Division II fram till 1984 då man kvalificerade sig för Division I som då var namnet på andradivisionen. Där kvalificerade man sig för första gången till Allsvenskan, som då var en slutspelsserie i Division I. Säsongen 2000/2001 kvalificerade man sig för andra gången till Allsvenskan, men nu hade den blivit andradivisionen i svensk hockey. Där slutade man dock sist och flyttades tillbaka till Division 1 som nu var tredjedivisionen.
| Säsong                                                   | Division            | Placering | Vårserie                  | Playoff/Kval/Upp-/nerflyttning                                           |
| -------------------------------------------------------- | ------------------- | --------- | ------------------------- | ------------------------------------------------------------------------ |
| 1984/1985                                                | Division I Södra    | 8         | 5:a i fortsättningsserien |                                                                          |
| 1985/1986                                                | Division I Södra    | 5         | 3:a i fortsättningsserien |                                                                          |
| 1986/1987                                                | Division I Södra    | 6         | 3:a i fortsättningsserien |                                                                          |
| 1987/1988                                                | Division I Södra    | 5         | 4:a i fortsättningsserien |                                                                          |
| 1988/1989                                                | Division I Södra    | 4         | 2:a i fortsättningsserien | Playoff: Besegrar Mora, utslagna av Örebro                               |
| 1989/1990                                                | Division I Södra    | 6         | 3:a i fortsättningsserien |                                                                          |
| IF Mölndal Hockey                                        |                     |           |                           |                                                                          |
| 1990/1991                                                | Division I Södra    | 2         | 7:a i Allsvenskan         | Playoff: Besegrar Väsby och Björklöven, 4:a i Kvalserien till Elitserien |
| 1991/1992                                                | Division I Södra    | 5         | 4:a i fortsättningsserien |                                                                          |
| 1992/1993                                                | Division I Södra    | 6         | 5:a i fortsättningsserien |                                                                          |
| 1993/1994                                                | Division I Södra    | 7         | 5:a i fortsättningsserien |                                                                          |
| 1994/1995                                                | Division I Södra    | 10        | 8:a i fortsättningsserien | nerflyttade                                                              |
| 1995–1999 spelade man i lägre divisioner.                |                     |           |                           |                                                                          |
| 1999/2000                                                | Division 1 Södra A  | 1         | 1:a i Allettan Södra      | 2:a i kvalserien, uppflyttade                                            |
| 2000/2001                                                | Allsvenskan Södra   | 12        | 8:a i vårserien           | 5:a i kvalserien, nerflyttade                                            |
| 2001/2002                                                | Division 1 Södra A  | 6         | 1:a i vårserien           | 1:a i återkval                                                           |
| 2002/2003                                                | Division 1 Södra    | 11        |                           | 2:a i kvalserien, nerflyttade.                                           |
| 2003/2004                                                | Division II Södra A | 1         |                           | 1:a i kvalserien, uppflyttade                                            |
| 2004/2005                                                | Division 1 Södra    | 11        |                           | 4:a i kvalserien, nerflyttade                                            |
| Sedan 2005 har man spelat i Hockeytvåan och Hockeytrean. |                     |           |                           |                                                                          |

## Kända Mölndalsspelare
- Vladimir Lavrentjev 1987–1991[4]
- Tyrone Lasu 1988–1992[5]
- Daniel Alfredsson 1990–1992[6]
- Magnus Kahnberg 1996–1997 (moderklubb) [7]

Dessutom var Henrik och Joel Lundqvist samt Jari Tolsa utlånade till Mölndal under säsongen 2000/2001.